# Josef Raulf
Josef Raulf (* 7. Oktober 1933 in Warstein; † 18. Juli 1993 in Lippstadt) war ein deutscher Kommunalpolitiker und ehrenamtlicher Landrat (CDU).

## Leben und Beruf
Nach dem Schulbesuch war Josef Raulf ab 1948 bei der Deutschen Bundespost beschäftigt, zuletzt als Beamter des gehobenen Dienstes. Er war verheiratet und hatte vier Kinder, darunter den Musiker und Komponisten Dirk Raulf.
Raulf war Mitglied des Kreistages des Kreises Lippstadt und nach der Gebietsreform Mitglied des Kreistages des Kreises Soest. Vom 29. Oktober 1971 bis zur Gebietsreform am 31. Dezember 1974 war er Landrat des Kreises Lippstadt und vom 21. Mai 1975 bis zum 26. Oktober 1989 Landrat des Kreises Soest.
Außerdem war Raulf in zahlreichen Gremien des Landkreistages Nordrhein-Westfalen tätig und von 1979 bis 1989 Mitglied der Landschaftsversammlung des Landschaftsverbandes Westfalen-Lippe.

## Sonstiges
Am 9. März 1981 wurde ihm das Bundesverdienstkreuz am Bande und am 4. November 1988 das Bundesverdienstkreuz 1. Klasse verliehen.
| Personendaten    | Personendaten                                                |
| ---------------- | ------------------------------------------------------------ |
| NAME             | Raulf, Josef                                                 |
| KURZBESCHREIBUNG | deutscher Kommunalpolitiker und ehrenamtlicher Landrat (CDU) |
| GEBURTSDATUM     | 7. Oktober 1933                                              |
| GEBURTSORT       | Warstein                                                     |
| STERBEDATUM      | 18. Juli 1993                                                |
| STERBEORT        | Lippstadt                                                    |